# Auto-Tune
Auto-Tune je procesor zvočnega signala, ki ga je ustvarilo podjetje Antares Audio Technologies in uporablja lastniško programsko opremo, da izmeri in spremeni višino tona v posnetkih vokala in inštrumentov ter med nastopom v živo. Prvotno je bil zasnovan za namen prikrivanja ali popravljanja nepravilno odpetih ali zaigranih tonov, tako da so bili lahko posnetki popolnoma uglašeni, kljub temu da so bili prej razglašeni. 
Z uspešnico »Believe« pevke Cher iz leta 1998 pa so glasbeni producenti začeli uporabljati Auto-Tune kot zvočni efekt, da bi namenoma popačili vokale. Leta 2018 je glasbeni kritik Simon Reynolds opazil, da je Auto-Tune »revolucionariziral popularno glasbo« in njegovo uporabo kot efekt označil za »kaprico, ki se kar ne konča. Njegova uporaba je zdaj bolj ustaljena kot kadarkoli prej.« Pojem auto-tune je postal sinonim za katerokoli metodo slišne korekcije višine tonov v glasbi.
Efekt ni isto kot vocoder ali talk box.